# Lijst van voetbalinterlands Luxemburg - Oekraïne
Deze lijst van voetbalinterlands is een overzicht van alle officiële voetbalwedstrijden tussen de nationale teams van Luxemburg en Oekraïne. De landen speelden tot op heden vijf keer tegen elkaar, te beginnen met een vriendschappelijke wedstrijd, die werd gespeeld op 8 juni 2006 in Luxemburg. Voor het Oekraïens voetbalelftal was dit een oefenwedstrijd in de voorbereiding op het Wereldkampioenschap voetbal 2006. Het laatste duel, een kwalificatiewedstrijd voor het Europees kampioenschap voetbal 2020, vond plaats in Lviv op 10 juni 2019.

## Wedstrijden
| № | Plaats    | Datum            | Competitie           | Wedstrijd            | Uitslag |
| - | --------- | ---------------- | -------------------- | -------------------- | ------- |
| 1 | Luxemburg | 8 juni 2006      | Vriendschappelijk    | Luxemburg – Oekraïne | 0 – 3   |
| 2 | Luxemburg | 15 november 2014 | EK 2016 kwalificatie | Luxemburg – Oekraïne | 0 – 3   |
| 3 | Lviv      | 14 juni 2015     | EK 2016 kwalificatie | Oekraïne – Luxemburg | 3 – 0   |
| 4 | Luxemburg | 25 maart 2019    | EK 2020 kwalificatie | Luxemburg – Oekraïne | 1 – 2   |
| 5 | Lviv      | 10 juni 2019     | EK 2020 kwalificatie | Oekraïne – Luxemburg | 1 – 0   |

## Samenvatting
| Competitie        | Totaal gespeeld | Winst Luxemburg | Gelijk | Winst Oekraïne | Doelsaldo Luxemburg – Oekraïne |
| ----------------- | --------------- | --------------- | ------ | -------------- | ------------------------------ |
| EK-kwalificatie   | 4               | 0               | 0      | 4              | 1 − 9                          |
| Vriendschappelijk | 1               | 0               | 0      | 1              | 0 − 3                          |
| Totaal            | 5               | 0               | 0      | 5              | 1 − 12                         |

## Details

### Eerste ontmoeting
| Vriendschappelijk (Luxemburg, Luxemburg, 8 juni 2006): |       |                                                                   |
| Luxemburg                                              | 0 – 3 | Oekraïne                                                          |
|                                                        | goals | 55' Andrij Voronin 83' Andrij Sjevtsjenko 84' Maksim Kalinichenko |

### Tweede ontmoeting
| EK 2016 kwalificatie (scheidsrechter Kristinn Jakobsson, Luxemburg, 15 november 2014):                                                                                           |              | |
| Luxemburg | 0 – 3        | Oekraïne |
| | goals        | 33' Andrij Jarmolenko 53' Andrij Jarmolenko 56' Andrij Jarmolenko |
| Luc Holtz | bondscoach   | Michajlo Fomenko |
| Jonathan Joubert Mario Mutsch Tom Schnell Maxime Chanot Lars Gerson Mathias Jänisch Stefano Bensi 63' Dwayn Holter Laurent Jans Christopher Martins Pereira 53' David Turpel 76' | opstellingen | Andrij Pjatov Vjatsjeslav Sjevtsjoek Artem Fedetskyi Jaroslav Rakitskiy Jevhen Chatsjeridi Anatoli Tymosjtsjoek 77' Jevhen Konopljanka Serhiy Sydortsjoek Andrij Jarmolenko 85' Denys Oliynyk 72' Roman Zozoelja |
| Daniel Alves da Mota 53' Aurélien Joachim 63' Maurice Deville 76' | wissels      | 72' Pylyp Boedkivskyi 77' Mykola Morozyuk 85' Kyrylo Kovalchuk |
| Christopher Martins Pereira 11' | gele kaarten | 14' Serhiy Sydortsjoek 34' Jevhen Chatsjeridi |

### Derde ontmoeting
| EK 2016 kwalificatie (scheidsrechter Arnold Hunter, Lviv, 14 juni 2015): |              | |
| Oekraïne | 3 – 0        | Luxemburg |
| Artem Kravets 49' Denys Harmasj 57' Jevhen Konopljanka 87' | goals        | |
| Michajlo Fomenko | bondscoach   | Luc Holtz |
| Andrij Pjatov Vjatsjeslav Sjevtsjoek Jaroslav Rakitskiy 77' Jevhen Chatsjeridi Roeslan Rotan 46' Taras Stepanenko Mykola Morozjoek Jevhen Konopljanka Serhiy Sydortsjoek Artem Kravets 71' Andrij Jarmolenko | opstellingen | Jonathan Joubert Mario Mutsch Tom Schnell Kevin Malget Maxime Chanot Lars Gerson Ben Payal 77' Dwayn Holter Laurent Jans 52' David Turpel 52' Daniel Alves da Mota |
| Denys Harmasj 46' Jevhen Seleznjov 71' Oleksandr Koetsjer 77' | wissels      | 52' Stefano Bensi 52' Maurice Deville 77' Chris Philipps |
| | gele kaarten | 18' Daniel Alves da Mota 47' Mario Mutsch 63' Stefano Bensi 83' Ben Payal                                                                                          |

FLF · A-internationals · Bondscoaches · Statistieken · Luxemburgs vrouwenelftal · Luxemburg U21 · Luxemburg U19 · Luxemburg U18 · Luxemburg U17 · Luxemburg U16
1911 – 1919 ·
1920 – 1929 ·
1930 – 1939 ·
1940 – 1949 ·
1950 – 1959 ·
1960 – 1969 ·
1970 – 1979 ·
1980 – 1989 ·
1990 – 1999 ·
2000 – 2009 ·
2010 – 2019 ·
2020 − 2029
OS 1920 · 
OS 1924 · 
OS 1928 · 
OS 1936 · 
OS 1948 · 
OS 1952
1911 · 
1912 · 
1913 · 
1914 · 
1915 · 1916 · 1917 · 1918 · 1919 · 
1920 · 
1921 · 1922 · 1923 · 
1924 · 
1925 · 1926 · 
1927 · 
1928 · 
1929 · 1930 · 1931 · 1932 · 1933 · 
1934 · 
1935 · 
1936 · 
1937 · 
1938 · 
1939 · 
1940 · 
1941 · 1942 · 1943 · 1944 · 
1945 · 
1946 · 
1947 · 
1948 · 
1949 · 
1950 · 
1952 · 
1952 · 
1953 · 
1954 · 
1955 · 
1956 · 
1957 · 
1958 · 
1959 · 
1960 · 
1961 · 
1962 · 
1963 · 
1964 · 
1965 · 
1966 · 
1967 · 
1968 · 
1969 · 
1970 · 
1971 · 
1972 · 
1973 · 
1974 · 
1975 · 
1976 · 
1977 · 
1978 · 
1979 · 
1980 · 
1981 · 
1982 · 
1983 · 
1984 · 
1985 · 
1986 · 
1987 · 
1988 · 
1989 · 
1990 · 
1991 · 
1992 · 
1993 · 
1994 · 
1995 · 
1996 · 
1997 · 
1998 · 
1999 · 
2000 · 
2001 · 
2002 · 
2003 · 
2004 · 
2005 · 
2006 · 
2007 · 
2008 · 
2009 · 
2010 · 
2011 · 
2012 · 
2013 · 
2014 · 
2015 ·
2016 ·
2017 ·
2018 ·
2019 ·
2020 ·
2021
Afghanistan ·
Albanië ·
Algerije ·
Armenië ·
Azerbeidzjan ·
België ·
Bosnië en Herzegovina ·
Brazilië ·
Bulgarije ·
Canada ·
Cyprus ·
DDR ·
Denemarken ·
(West-)Duitsland ·
Egypte ·
Engeland ·
Estland ·
Faeröer ·
Finland ·
Frankrijk ·
Gambia ·
Georgië ·
Griekenland ·
Hongarije ·
Ierland ·
IJsland ·
Israël ·
Italië ·
Japan ·
Joegoslavië ·
Kaapverdië ·
Kameroen ·
Kazachstan ·
Letland ·
Liechtenstein ·
Litouwen ·
Madagaskar ·
Malta ·
Marokko ·
Mexico ·
Moldavië ·
Montenegro ·
Myanmar ·
Nederland ·
Nigeria ·
Noord-Ierland ·
Noord-Macedonië ·
Noorwegen ·
Oekraïne ·
Oostenrijk ·
Polen ·
Portugal ·
Qatar ·
Roemenië ·
Rusland ·
San Marino ·
Saoedi-Arabië ·
Schotland ·
Senegal ·
Servië ·
Servië en Montenegro ·
Slovenië ·
Slowakije ·
Sovjet-Unie ·
Spanje ·
Thailand ·
Togo ·
Tsjechië ·
Tsjecho-Slowakije ·
Turkije ·
Uruguay ·
Verenigde Staten ·
Wales ·
Wit-Rusland ·
Zuid-Korea ·
Zweden ·
Zwitserland
FFOe · A-internationals · Bondscoaches · Statistieken · Oekraïens vrouwenelftal · Olympisch elftal · Oekraïne U21 · Oekraïne U20 · Oekraïne U19 · Oekraïne U18 · Oekraïne U17 · Oekraïne U16
1992 – 1999 · 
2000 – 2009 · 
2010 – 2019 · 
2020 – 2029
EK's: 1992** · 
1996 · 
2000 · 
2004 · 
2008 · 
2012 · 
2016 · 
2020 · 
2024
WK's: 1994 · 
1998 · 
2002 · 
2006 · 
2010 · 
2014 · 
2018 ·
2022
1992 · 
1993 · 
1994 · 
1995 · 
1996 · 
1997 · 
1998 · 
1999 · 
2000 · 
2001 · 
2002 · 
2003 · 
2004 · 
2005 · 
2006 · 
2007 · 
2008 · 
2009 · 
2010 · 
2011 · 
2012 · 
2013 · 
2014 · 
2015 ·
2016 ·
2017 ·
2018 ·
2019 ·
2020 ·
2021
Albanië ·
Andorra ·
Armenië ·
Azerbeidzjan ·
Bahrein ·
België ·
Bosnië en Herzegovina ·
Brazilië ·
Bulgarije ·
Canada ·
Chili ·
Costa Rica ·
Cyprus ·
Denemarken ·
Duitsland ·
Engeland ·
Estland ·
Faeröer ·
Finland · 
Frankrijk ·
Georgië ·
Griekenland ·
Hongarije ·
Ierland ·
IJsland ·
Iran ·
Israël ·
Italië ·
Japan ·
Joegoslavië ·
Kameroen · 
Kazachstan ·
Kosovo ·
Kroatië ·
Letland ·
Libië ·
Litouwen ·
Luxemburg ·
Malta ·
Marokko ·
Mexico ·
Moldavië ·
Montenegro ·
Nederland ·
Niger ·
Nigeria ·
Noord-Ierland ·
Noord-Macedonië ·
Noorwegen ·
Oezbekistan ·
Oostenrijk ·
Polen ·
Portugal ·
Roemenië ·
Rusland ·
San Marino ·
Saoedi-Arabië ·
Schotland ·
Servië ·
Servië en Montenegro ·
Slovenië ·
Slowakije ·
Spanje ·
Tsjechië ·
Tunesië ·
Turkije ·
Uruguay ·
Verenigde Arabische Emiraten ·
Verenigde Staten ·
Wales ·
Wit-Rusland ·
Zuid-Korea ·
Zweden ·
Zwitserland
Duitsland (2016) ·
Engeland (2012) · 
Engeland (2021) ·
Frankrijk (2012) · 
Italië (2006) · 
Nederland (2021) · 
Noord-Ierland (2016) · 
Noord-Macedonië (2021) · 
Oostenrijk (2021) · 
Saoedi-Arabië (2006) ·
Spanje (2006) ·
Tunesië (2006) ·
Zweden (2012) · 
Zweden (2021) · 
Zwitserland (2006)
** = Onder de naam Gemenebest van Onafhankelijke Staten